# Ornithogalum spetae
Ornithogalum spetae är en sparrisväxtart som beskrevs av H. Wittmann. Ornithogalum spetae ingår i släktet stjärnlökar, och familjen sparrisväxter.
Artens utbredningsområde är Grekland. Inga underarter finns listade i Catalogue of Life.